# Iwanson Schule
Die Iwanson Schule (Iwanson International School of Contemporary Dance) in München zählt neben den Akademien in Frankfurt, Dresden und Rotterdam zu den führenden Ausbildungsinstituten für zeitgenössischen Tanz in Europa. Die Schule wurde 1974 von der Schwedin Jessica Iwanson gegründet, die 2001 „für ihre Verdienste um den zeitgenössischen Tanz“ von der Landeshauptstadt München mit der Ehrenmedaille „München leuchtet“ und 2010 für ihr Lebenswerk mit dem Tanzpreis der Stadt München geehrt wurde. Im Jahr 2013 wurde ihr in der Stockholmer Oper die goldene Ehrenmedaille der Ivo-Cramér-Stiftung verliehen. Seit 2015 nennt sich das Ausbildungszentrum Iwanson International. Johannes Härtl übernahm 2018 die Gesamtleitung von Iwanson International, nachdem er das Haus bereits fünf Jahre als Co-Direktor mitgestaltet hatte. Seit August 2018 ist Marie Preußler ebenfalls Direktorin. Im Jahr 2024 feiert das Ausbildungszentrum sein 50-jähriges Bestehen mit einer Gala im Münchner FatCat, dem ehemaligen Gasteig.

## Ausbildung für zeitgenössischen Tanz
Das dreijährige Hauptstudium richtet sich an junge Erwachsene (Alter 16–21 J.) und setzt gute Vorkenntnisse in klassischem und zeitgenössischem Tanz voraus, die im Rahmen einer als Workshop gestalteten Aufnahmeprüfung bewertet werden.
Der Lehrplan ist geprägt vom Gleichklang aus unterschiedlichen zeitgenössischen Techniken und klassischem Ballett. Um die Studierenden von Anfang an auf die stilistische Vielfalt zeitgenössischer Tanzästhetik vorzubereiten, hat die Iwanson Schule Anfang der 1990er Jahre ein rotierendes Gastdozentensystem entwickelt. Internationale Choreographen und Tänzer vermitteln in ein- bis dreiwöchigen Zyklen Technik und künstlerische Konzeptionen. Körperbewusstseinstechniken und Tanztheorie runden den Fächerkanon ab. Durch zahlreiche internationale Kooperationen kommen die Studenten sehr früh in Kontakt mit der Berufs- und Aufführungspraxis. Kooperationspartner sind u. a. Festspielhaus Baden-Baden, das Münchner Künstlerhaus, Gasteig München.

## Post-Graduierten-Programm
An Absolventen oder junge Profi-Tänzer richtet sich das Postgraduierten-Programm von Iwanson International, das den Übergang in die berufliche Karriere vorbereitet: Ausgewählte Bewerber studieren unter professionellen Arbeitsbedingungen drei Werke von international renommierten Choreographen ein und präsentieren ihre Ergebnisse bei einer europaweiten Tournee, in und um München, außerdem u. a. in Budapest, Florenz und Zagreb. Im Jahr 2019/2020 waren die Choreographen und Choreographinnen des Nimble Project Moritz Ostruschnjak (D), Zoe Gyssler (CH) und Eldad Ben-Sasson (ISR), 2021/2022 Hannes Langolf (D/GB), Alessandro Sousa Pereira (BRA/DK) und Emese Nagy (HUN/D). Beim Nimble Project 2024/2025 arbeiten Caroline Finn, Patrick Delcroix und Emese Nagy mit den jungen Profis.

## Zeitgenössischer Tanz für Kinder und Jugendliche
Ab 1975 entwickelte Jessica Iwanson ein Unterrichtssystem für Kinder und Jugendliche, um eine Alternative zum klassischen Kinderballett anzubieten. Im deutschsprachigen Raum unterrichten heute mehr als hundert Tanzpädagogen nach der Iwanson-Methode, am Iwanson selbst von der Leiterin der Kinderabteilung, Gabriele Würf. Workshops, die Jugend-Tanz-Tage um Weihnachten, Pfingsten und in den (bayerischen) Herbstferien bieten einen Mix aus zeitgenössischem Tanz, klassischem Ballett, Jazztanz und einer Reihe von Schnupperfächern an. Die Sommer- und Winterschule, die in den bayerischen Schulferien stattfinden, stehen Jugendlichen ab 14 Jahren offen.

## Fortbildung für zeitgenössische Tanzpädagogen
Seit 2023 vermittelt Iwanson International Tanzpädagogik in zwei Hauptsträngen: die Pädagogik Grundausbildung sowie Fortbildungen, die teilweise auch online absolviert werden können.
Grundausbildung: Die Iwanson Pädagogik Grundausbildung kann sowohl von Studierenden von Iwanson International belegt werden, als auch von externen Tanzpädagogen, Erziehern und Lehrern. Die Workshop-Module finden am Wochenende statt, beginnend mit Basis Kursen und schließt ab mit einer Prüfung und dem Iwanson Pädagogik Basis Zertifikat. Vertiefende Kurse können danach mit dem Pädagogik Aufbau Zertifikat abgeschlossen werden.
Fortbildung: Seit 1990 leitet mit Gabriele Würf eine der bundesweit führenden Tanzpädagoginnen das Workshop-Programm Kindertanz. Sie entwickelt ständig im Rahmen des Gesamtkonzeptes aktualisierte Unterrichtsprogramme mit jeweils neuen Übungen, Improvisations- und Rhythmusspielen und Tanzvariationen zu durchgängig neuer Musik. Antonia Čop und Dolores Dujak bieten regelmäßig drei komplette Programme für den Unterricht mit Jazz Anfängern, Jazz fortgeschrittene Anfänger und Commercial an.

## Workshops
Für erwachsene und jugendliche Tanzbegeisterte aus ganz Europa bietet Iwanson International regelmäßig Workshops an als Fortbildung für Tanzpädagogen, als Vorbereitung auf eine zeitgenössische Tanzausbildung, aber auch als Tanzferien für Jugendliche ab 14 Jahren und Erwachsene. Die Iwanson-Sommer- und Winterschulen sind mit die größten Intensivtanzkurse in Deutschland. Ab 2024 gibt es nun auch an Ostern ein kompaktes Trainingsformat mit vier intensiven Tanztagen in verschiedenen Jazz- und Commercial-Stilen.

## Der Förderverein Make it! e. V.
Zur weiteren Pflege, Förderung und Ausübung des zeitgenössischen Tanzes wurde 2020 vom Leitungsteam von Iwanson International der Verein Make It! e. V. gegründet, der die kreative Zukunft der jungen Tänzer, Choreographen, Tanzpädagogen und Künstlern finanziell unterstützt, z. B. durch Stipendien und Reisekostenzuschüsse.

## Die Iwanson-Sixt-Stiftung zeitgenössischer Tanz
Ergänzend zur Iwanson Schule wurde 2007 die Iwanson-Sixt-Stiftung zeitgenössischer Tanz gegründet. Die Stiftung verleiht Preise für Verdienste um den zeitgenössischen Tanz und vergibt Stipendien für Projekte der Jugendkultur.

## Die Iwanson-Methode
Jessica Iwansons Unterrichtsmethode basiert in der Aufwärmphase (an der Stange) auf der Fußarbeit des klassischen Balletts. Über Pliés, Tendus, Frappés und Battements wird die Beinarbeit trainiert während der Oberkörper mit dynamischen Schwüngen und komplexer Armarbeit dazu kontrastiert. Um gewisse Muskelgruppen zu stärken und andere schwerkraftunabhängig gleichzeitig zu entspannen, werden bis zu 30 % des Gewichts auf die Stange verlagert. Jede Übung hat eine festgelegte Atemtechnik.
Jessica Iwanson phrasiert im Gegensatz zum klassischen Ballett in anderen Tempi und macht das Training dadurch „entspannt“, „schwungvoll“ und „erdig“. Kraft und Festigkeit von den Füssen her über die Körpermitte hinweg entlastet den Oberkörper und befreit ihn für den künstlerischen Ausdruck.